# 圣瓦拉乌格
圣瓦拉乌格（法語：Saint-Vaast-la-Hougue，法語發音：[sɛ̃ va la uɡ]）是法国芒什省的一个市镇，属于瑟堡区。

## 地名
该地名“Saint-Vaast-la-Hougue”在《世界地名翻译大辞典》与《世界地名译名词典》中被译作“圣瓦斯特-拉乌格”，然而此处人名“Vaast”的末尾字母“st”不发音，且法语人名“Vaast”在《世界人名翻譯大辭典》中译作“瓦”。

## 地理
圣瓦拉乌格（49°35'17"N, 1°16'3"W）面积6.28 平方千米，位于法国诺曼底大区芒什省，该省份为法国西北部沿海省份，西、北、东北三面环大西洋，东起顺时针与卡爾瓦多斯省、奧恩省、马耶讷省和伊勒-维莱讷省接壤。
与圣瓦拉乌格接壤的市镇（或旧市镇、城区）包括：拉佩尔内勒、雷维尔。
圣瓦拉乌格的时区为UTC+01:00、UTC+02:00（夏令时）。

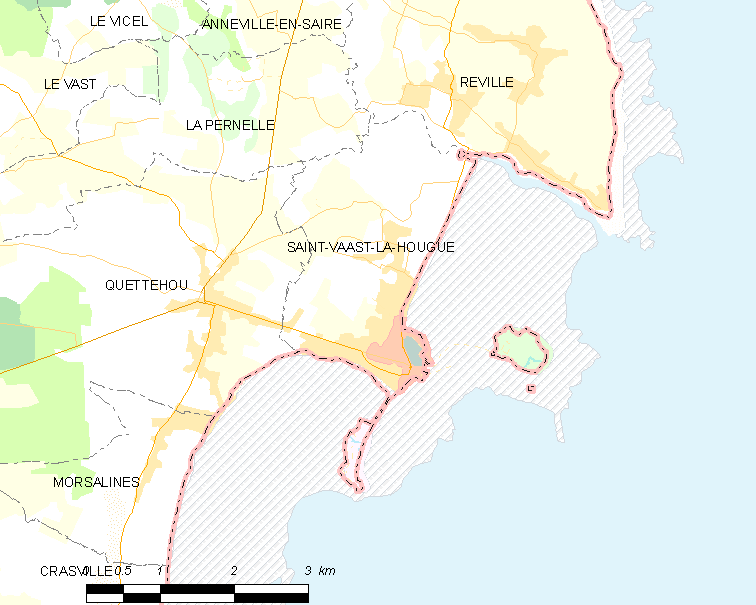
圣瓦拉乌格的OSM定位图

## 行政
圣瓦拉乌格的邮政编码为50550，INSEE市镇编码为50562。

## 政治
圣瓦拉乌格所属的省级选区为赛尔河谷县。

## 人口

1962-2008年间圣瓦拉乌格人口变化图示

圣瓦拉乌格于2022年1月1日时的人口数量为1666人。